# Resolución 8 del Consejo de Seguridad de las Naciones Unidas
La resolución 8 del Consejo de Seguridad de las Naciones Unidas, aprobada el 29 de agosto de 1946, recomendaba a la Asamblea General la admisión como nuevos Estados miembros de la Organización de Afganistán, Islandia y Suecia. La resolución fue aprobada después de haber examinado y discutido sobre el informe presentado por la Comisión de Admisión de Nuevos Miembros, la cual estudió las solicitudes presentadas por esos tres países y también las de Albania, Mongolia, Transjordania, Irlanda, Portugal y Siam.
La resolución fue aprobada con los votos favorables de todos los Estados miembros del consejo con la excepción de Australia, que se abstuvo. El texto de la resolución fue realizándose conforme se votaba si cada uno de los Estados candidatos debería estar o no dentro de la lista de recomendaciones a la Asamblea General. El proceso de votación, en el cual los miembros permanentes tenían derecho de veto, fue el siguiente:
| Albania                                                           | Brasil, Francia, México, Polonia, URSS                                                           | Estados Unidos, Países Bajos, Reino Unido | Australia, China, Egipto |
| Mongolia                                                          | Brasil, China, Francia, México, Polonia, URSS                                                    | Estados Unidos, Países Bajos, Reino Unido | Australia, Egipto        |
| Afganistán                                                        | Brasil, China, Egipto, Estados Unidos, Francia, Países Bajos, México, Polonia, Reino Unido, URSS |                                           | Australia                |
| Transjordania                                                     | Brasil, China, Egipto, Estados Unidos, Francia, Países Bajos, México, Reino Unido                | Polonia, URSS                             | Australia                |
| Irlanda                                                           | Brasil, China, Egipto, Estados Unidos, Francia, Países Bajos, México, Polonia, Reino Unido       | URSS                                      | Australia                |
| Portugal                                                          | Brasil, China, Egipto, Estados Unidos, Francia, Países Bajos, México, Reino Unido                | Polonia, URSS                             | Australia                |
| Islandia                                                          | Brasil, China, Egipto, Estados Unidos, Francia, Países Bajos, México, Polonia, Reino Unido, URSS |                                           | Australia                |
| Suecia                                                            | Brasil, China, Egipto, Estados Unidos, Francia, Países Bajos, México, Polonia, Reino Unido, URSS |                                           | Australia                |
| Fuente: 57.ª Sesión del Consejo de Seguridad. Diario de sesiones. |                                                                                                  |                                           |                          |